# Enum (wierde)
Enum is een behuisde wierde in de gemeente Westerkwartier in de Nederlandse provincie Groningen, gelegen in het Humsterland, tussen de wierden Roetsum en Selwerd, aan de Noordhornerweg tussen de dorpen Oldehove en Noordhorn. Op de wierde staat de boerderij Enuma. Deze stond hier ook al begin 19e eeuw.
De wierde heeft een hoogte van ongeveer 0,8 tot 1 meter boven de omringende omgeving en dateert uit de IJzertijd. In 1983 werd een kies gevonden van een dier dat dateerde uit de late IJzertijd. In 1971 werden bij boringen tot op 1,6 meter diep resten van bewoning gevonden, waaronder scherven uit de Romeinse tijd en de middeleeuwen. In een oorkonde van rond 855 (afschrift 10e eeuw) schonk een zekere grootgrondbezitter genaamd Folker onder andere land bij 'Einingi' aan de abdij van Werden. Dit Einingi zou dezelfde zijn als Enum. De naam Enum kan volgens Wobbe de Vries afgeleid zijn van de Friese mansnaam Aino en heem (-um). De betekenis zou dan 'Ene's heem' zijn.